# 凸凹
凸凹（でこぼこ、とつおう）、凹凸（おうとつ）とは、高低差・格差が確認されるような状態やそのような形状、およびそれらを強調して表現するような状況である。平らでない状態。不陸（ふりく）ともいう。凸も凹も単体で意味を成すが、本項では両者を組み合わせた場合に言及する。
英語での表記はunevenness、ruggedness、roughness。

## 概要
2つ以上の物の関係性について、組み合わせた場合に外見的形状に一定の合致が見られること。その状況を生み出すものによって平準化には様々な方法論が必要となるのと同時に、差別化の方法としても用いられる。
凸凹を情報の記録方式として用いるものとしてはその大きさで区別され、微細な物としてはアナログ情報として記録しているレコード、デジタル情報として記録するCD及び類似の方法などがあり、大きいものではオルゴールなどがある。
工学的に用いられるものとしては接合、嵌合などに於いて2つ以上の物体間で動力を伝達したり、固定力を増幅させるために用いる。
また、精神論として2者以上での動物同士の性格についての例えとして用いられる。

### 路面の凸凹
地表面における凸凹とは、目視において視認できるような状況である。平坦が求められる地形において異常として認識される凹凸と、何らかの理由により意図的に凹凸を造形している場合(ハンプ)がある。
車両の荷重が集中的に架かる場面において窪みが出来ることが原因となり、凸凹が発生することもある。速度域、路面の種類、使用目的によって求められる凹凸は様々である。

### 個人特定のための凸凹
アニメーション・漫画では表現者が同一なために絵による区別が難しいために、キャラクターの体格差をもってキャラクターの個性を引き出す方法が一般的に行われる。設定図などにおいて、キャラクターの身長差が表されているのはこれらのためである。
刑事ドラマなどのバディものでは、凸凹（でこぼこ）コンビといった表現が用いられることもある。

### 位置特定のための凸凹
- キーボードでは、ホームポジションとなる部分など特定の部分に突起を作ることによって目視による位置の確認の必要性を省くための処理がなされているものがある。
- 印章の印面の上方向を示す切欠きをサグリという。
- 回転体に凹凸をつけ計測することで、回転速度や回転角を把握する。

### 工学的に利用される凸凹
- 可動部品をつなぐための管材は凹凸のある形状とし、曲げることができるようにベローズ、または可とう管[2]を用いる。
- 工業製品などの表面の凸凹は表面粗さと呼ばれる。表面粗さは一般的にその性能に影響を与えるため、技術仕様で定められるのが普通である。表面粗さの測定方法はJIS B 0601:2013[3]に規定されている。
- 容器の蓋や側面に凹凸を付けて内容物を識別できるように設計する方法は、JIS S 0011「高齢者・障害者配慮設計指針－消費生活製品の凸記号表示」に定められている[4]。
- 紙や板金に凹凸を付ける加工をエンボスという。
- 印刷技術として、凸版印刷、凹版印刷がある。
- 金槌で打撃面が凸凹のものは、びしゃん[5]、またはミートハンマー[6]。
- レンズの厚みを減らす設計として、レンズ面を凸凹にしたフレネルレンズがある[7]。
- 物体表面に凹凸をつけると表面積が増加するため、熱交換材料分野では様々な凹凸を意図的につけている。

### 抵抗としての凸凹
流体と接する物体の表面に凹凸があると摩擦抵抗が生じるため、凹凸の大きさや形状を管理して流量や流速を調整する。また、その摩擦抵抗を利用して滑走防止のために用いられる。

### スイッチとしての凸凹
生物学において図解を示す場合に理解度を上げるため受容体と凹、効果器を凸で表すことが多く用いられる。また電子・電気関係のジャックやコンセントなどの接続端子において「オス」「メス」の言い方があるがこの意味は凸凹と同じ比喩である。